# Ibandronsäure
Ibandronsäure (synonym Ibandronat) ist ein Arzneistoff aus der Gruppe der Bisphosphonate und wird in der Therapie von postmenopausaler Osteoporose und zur Behandlung von Knochenmetastasen bei Brustkrebs eingesetzt.

## Klinische Angaben

### Indikationen / Anwendungsmöglichkeiten
Ibandronsäure ist zur Therapie der Osteoporose bei postmenopausalen Frauen mit erhöhtem Frakturrisiko, der Osteodystrophia deformans und der Tumor-assoziierten Hyperkalzämie zugelassen. Darüber hinaus findet sie Einsatz bei Knochenmetastasen. Eine Reduktion des Risikos vertebraler Frakturen wurde gezeigt, eine Wirksamkeit hinsichtlich Oberschenkelhalsfrakturen ist nicht ermittelt worden. Ibandronsäure führt zu einem progressiven Nettozuwachs an Knochenmasse und zu einer Abnahme der Inzidenz von Frakturen durch Reduzierung des erhöhten Knochenumbaus hin zu prämenopausalen Werten bei postmenopausalen Frauen.

### Art und Dauer der Anwendung
Seit 2004 gibt es das Medikament Bonviva (Roche) als Monatspille oder als 3-Monatsspritze. Es soll die Zuverlässigkeit (Compliance) gegenüber einer täglichen Einnahme deutlich verbessern.
Seit Oktober 2003 ist Bondronat zur Vorbeugung skelettaler Ereignisse bei Patienten mit Brustkrebs und Knochenmetastasen zugelassen. Es kann sowohl oral in Tablettenform als auch intravenös als Infusion verabreicht werden, unter anderem auch als 15-Minuten-Kurzinfusion. Therapieziel bei einer Behandlung von Patienten mit Brustkrebs und Knochenmetastasen ist die Hemmung der Knochenzerstörung durch Verminderung von Brüchen in der Wirbelsäule und im übrigen Skelett. Außerdem werden Knochenschmerzen dauerhaft gelindert.

### Kontraindikationen (Gegenanzeigen)
- Überempfindlichkeit gegen Ibandronsäure
- Die Sicherheit und Wirksamkeit bei der Anwendung bei Kindern und Jugendlichen unter 18 Jahren wurde bisher nicht untersucht.
- Hypokalzämie: Eine bestehende Hypokalzämie muss vor Beginn der Therapie mit Ibandronsäure behoben werden. Andere Störungen des Knochen- und Mineralstoffwechsels sollten ebenfalls wirksam therapiert werden. Eine ausreichende Zufuhr von Calcium und Vitamin D ist bei allen Patienten wichtig.[3]

### Wechselwirkungen mit anderen Medikamenten
Interaktionen mit polyvalenten Kationen

Durch die gleichzeitige Einnahme mit polyvalenten Kationen kann die Wirksamkeit von Ibandronsäure beeinträchtigt werden. Es handelt sich um einen pharmakokinetischen Mechanismus.
Die Bioverfügbarkeit des Arzneistoffs ist sehr niedrig. Bei gleichzeitiger Einnahme mit polyvalenten Kationen bilden sich stabile, schwer absorbierbare Komplexe, die die Absorption weiter gravierend verschlechtern können.
Ibandronsäure soll in der Regel nüchtern eine halbe Stunde bis eine Stunde (je nach Präparat) vor dem Frühstück oder zu einem anderen Zeitpunkt mit zweistündigem Abstand zu jeglicher Aufnahme von Nahrung oder Getränken mit einem Glas Leitungswasser eingenommen werden. Calcium-haltige Nahrungsmittel einschließlich Mineralwasser, Antazida und Mineralstoffpräparate sind innerhalb von 2 Stunden vor und nach der Einnahme von Ibandronsäure zu meiden.

### Anwendung während Schwangerschaft und Stillzeit
Schwangerschaft
Es liegen keine hinreichenden Daten über die Anwendung von Ibandronsäure bei Schwangeren vor. Studien an Laborratten haben eine Reproduktionstoxizität gezeigt. Das potenzielle Risiko für den Menschen ist nicht bekannt. Deshalb ist die Anwendung während der Schwangerschaft kontraindiziert.
Stillzeit
Es ist nicht bekannt, ob Ibandronsäure in die Muttermilch übergeht. In Studien an laktierenden Ratten wurden nach intravenöser Gabe geringe Konzentrationen von Ibandronsäure in der Milch nachgewiesen – es darf während der Stillzeit nicht angewendet werden.

### Unerwünschte Wirkungen (Nebenwirkungen)
Als Nebenwirkungen sind vor allem gastro-intestinale Probleme zu beachten. Bei einigen Patientinnen kam es zu Schädigungen am Kieferknochen. Diese sogenannten Bisphosphonat-assoziierten Kieferosteonekrosen sind ein seltener Klasseneffekt der Bisphosphonate. Häufig sind Zahnextraktionen unter Bisphosphonat-Therapie der entscheidende Auslöser für eine Kiefernekrose. Meist treten sie bei parenteraler Applikation auf, es gibt allerdings auch einige in der Literatur beschriebenen Fälle unter oraler Therapie.

## Pharmakologische Eigenschaften

### Wirkungsmechanismus (Pharmakodynamik)
Bisphosphonate wie Ibandronsäure sind Analoge von Pyrophosphat (P-O-P), in denen das Sauerstoffatom durch ein Kohlenstoffatom ersetzt ist. Sie binden spezifisch an Hydroxylapatit, werden – wenn der Knochen abgebaut wird – von Osteoklasten aufgenommen, hemmen deren Funktionen und damit den Knochenabbau. Da die Knochenneubildung nicht beeinträchtigt ist und weiterläuft, kommt es zu einem Zugewinn an Knochenmasse und einer Senkung erhöhter Ca2+-Konzentrationen im Blut. Ibandronsäure ist ein Stickstoff-haltiges Bisphosphonat und hemmt die Cholesterinbiosynthese, interferiert dadurch mit der Prenylierung kleiner G-Proteine wie Ras und Rho und stört damit nachhaltig Signalverarbeitung und Funktion der Osteoklasten.

## Handelsnamen
Monopräparate
Bondenza (A), Bondronat (A, CH, D), Bonviva (A, CH, D), Destara (A), diverse Generika
Kombinationspräparate
Ascendra Trio (D)